# 睦州 (湖北省)
睦州（ぼくしゅう）は、中国にかつて存在した州。現在の湖北省宜昌市長陽トゥチャ族自治県一帯に設置された。
588年（開皇8年）、隋代により荊州より分割設置された。597年（開皇17年）に廃止された。

## 下部行政区画
- 長楊県